# Carl Sartorius
Carl Friedrich Sartorius (* 29. Januar 1865 in Bayreuth; † 24. Oktober 1945 in Tübingen) war ein deutscher Jurist.

## Leben
Nachdem Sartorius in Bayreuth in die Schule gegangen war, immatrikulierte er sich an der Universität Erlangen für das Fach Jura. Später wechselte er an die Universitäten München und Berlin. Zurück in Erlangen schloss er dieses Studium 1887 mit einer Promotion ab. Später wechselte Sartorius an die Universität Bonn, wo er sich 1891 für Kirchen-, Staats- und Verwaltungsrecht habilitierte. Anschließend wirkte er noch bis 1895 dort als Privatdozent.
In diesem Jahr nahm Sartorius einen Ruf als a. o. Prof. an die Universität Marburg an. In den Jahren 1901 bis 1908 wirkte er als o. Prof. an der Universität Greifswald. Als solcher fungierte er ab 1903 auch als Herausgeber der Sammlung staats- und verwaltungsrechtlichen Inhalts. Dieses Werk wird bis heute fortgesetzt (Verlag C. H. Beck München) und ist eine der Standardsammlungen in der juristischen Ausbildung und Praxis.
Die Universität Greifswald berief Sartorius zwischen 1906 und 1907 zu ihrem Rektor. 1908 wechselte Sartorius als Professor für Kirchen-, Staats- und Verwaltungsrecht nach Tübingen. Dieses Amt hatte er bis zu seiner altersbedingten Emeritierung 1933 inne. Während der Jahre 1919 bis 1921 fungierte er als Rektor der Universität Tübingen. 1922 erhielt er die Ehrendoktorwürde (Dr. rer. pol. h. c.) dieser Universität. Theodor Eschenburg, der von 1924 bis 1926 in Tübingen studierte, charakterisierte Sartorius’ Einstellung zur Weimarer Republik mit den Worten „Die beiden einzigen, die meines Wissens für die Weimarer Republik Verständnis zu wecken versuchten, sachlich und unpolemisch, waren der Staatsrechtslehrer Carl Sartorius, ein liberaler Verstandesrepublikaner, wie man damals sagte, in seinen Vorlesungen über deutsches Reichs- und Landesstaatsrecht, und der Nationalökonom Curt Eisfeld in seinen betriebswirtschaftlichen Kollegs, soweit er dazu Gelegenheit hatte.“
1911 berief man Sartorius als Vertreter der Universität in die Erste Kammer der württembergischen Landstände und 1920 wurde er in den württembergischen Staatsgerichtshof berufen. Seit 1920 war er Mitglied der Deutschen Demokratischen Partei. 1922 gehörte er zu den Mitbegründern der Vereinigung der Deutschen Staatsrechtslehrer. Als nach der „Machtergreifung“ der Nationalsozialisten mit Hans Kelsen einer der drei Vorsitzenden der Vereinigung wegen seiner jüdischen Abstammung ausscheiden musste, legten auch die beiden anderen Vorsitzenden Sartorius und Otto Koellreutter den Vorsitz nieder. Formal lösten sie die seit 1933 inaktive Vereinigung jedoch erst 1938 auf.
Sartorius war Ehrenmitglied der burschenschaftlichen Studentenverbindung Verbindung Normannia Tübingen.
Im Alter von 80 Jahren starb Carl Friedrich Sartorius am 24. Oktober 1945 in Tübingen.

## Werke
- Kommentar zum Personenstandsgesetz in der vom 1. Januar 1900 an geltenden Fassung (1902).
- Sammlung von Reichsgesetzen staats- und verwaltungswissenschaftlichen Inhalts, Verfassungs- und Verwaltungsgesetze und Verfassungs- und Verwaltungsrecht (1903 ff.), Sartorius I.
- Die staatliche Verwaltungsgerichtsbarkeit auf dem Gebiete des Kirchenrechts (1891).
- Sammlung von Reichsgesetzen staats- und verwaltungsrechtlichen Inhalts. C.H. Beck, München 1935–1937.